# Fantômes (film, 2005)
Pour les articles homonymes, voir Fantôme (homonymie).
Pour plus de détails, voir Fiche technique et Distribution.
Fantômes (titre original : Gespenster) est un film allemand réalisé par Christian Petzold et sorti en 2005.

## Synopsis
Un bourgeois parisien se rend à Berlin où sa femme a été internée dans un hôpital psychiatrique. Elle retourne chaque année dans cette ville où leur fille avait été enlevée 15 ans plus tôt, et elle a cru l'avoir reconnue.

## Fiche technique
- Titre original : Gespenster
- Réalisation : Christian Petzold
- Scénario : Harun Farocki, Christian Petzold
- Musique : Stefan Will (de), Marco Dreckkötter (de)
- Photographie : Hans Fromm
- Montage : Bettina Böhler
- Production : Florian Koerner von Gustorf
- Sociétés de production : Arte
- Catégorie : Interdit aux moins de 12 ans
- Durée : 85 minutes
- Date de sortie : 15 septembre 2005 (France)

## Distribution
- Julia Hummer : Nina
- Sabine Timoteo : Toni
- Marianne Basler : Françoise
- Aurélien Recoing : Pierre
- Benno Fürmann : Oliver
- Anna Schudt (de) : Kai
- Philipp Hauß (de) : Mathias
- Claudia Geisler-Bading (de)

## Nominations et récompenses
- Nommé au Festival international du film de Berlin
- Primé au Schwerin Art of Film